# Lập luận theo tình huống
Lập luận theo tình huống (tiếng Anh: case-based reasoning - CBR) là quy trình giải các bài toán mới dựa trên lời giải của các bài toán tương tự đã gặp. Ví dụ, một thợ sửa chữa ô tô đang chữa một cái động cơ bằng cách nhớ lại một cái xe khác cũng có các triệu chứng tương tự, người đó đang sử dụng lập luận theo tình huống. Một luật sư đang bảo vệ một kết quả nào đó trong một phiên tòa dựa trên các tiền lệ pháp lý hay một quan tòa đang sử dụng một phán lệ (case law), hai người này cũng đang thực hiện lập luận theo tình huống. Cũng như vậy, một kỹ sư đang sao chép các đặc tính hoạt động của thiên nhiên vào trong công trình phỏng sinh học (biomimicry) của mình, anh ta đang coi thiên nhiên như một cơ sở dữ liệu của các giải pháp cho các vấn đề. Lập luận theo tình huống là một dạng nổi bật của việc tạo ra các sự tương tự
Người ta đã cho rằng lập luận theo tình huống không chỉ là một phương pháp mạnh cho lập luận máy tính mà còn là một hành vi phổ biến của con người trong cuộc sống hằng ngày khi giải quyết các vấn đề. Hay nói cách khác, mọi lập luận đều dựa trên các tình huống trong quá khứ (mà đã được trải nghiệm hoặc chấp nhận bằng cách chủ động thực hiện chọn lựa) -- lý thuyết nguyên mẫu (prototype theory) -- lý thuyết được nghiên cứu sâu nhất trong ngành khoa học nhận thức về con người (human cognitive science).

## Quy trình
Lập luận theo tình huống đã được chính thức hóa cho các mục tiêu của lập luận máy thành một quy trình bốn bước:
1. Truy lục (Retrieve): Cho trước một bài toán đích, truy lục từ trong bộ nhớ các tình huống có liên quan tới việc giải bài toán cần giải quyết. Một tình huống bao gồm một vấn đề, giải pháp cho vấn đề đó, và thông thường, các chú thích về lời giải đó đã được tìm ra như thế nào. Ví dụ, giả sử Dậu muốn nấu món cơm gà. Vì là người không thạo nấu ăn, kinh nghiệm gần nhất mà anh ta có thể nhớ đến là một lần anh ta nấu thành công một nồi cơm thường. Quy trình mà anh ta làm theo để nấu cơm thường, cùng với giải thích cho các quyết định mà anh ta đưa ra trong quá trình nấu, hợp thành tình huống thu được của Dậu.
2. Tái sử dụng (Reuse): Ánh xạ lời giải cho tình huống trước cho bài toán đích. Điều đó có thể dẫn đến việc điều chỉnh lời giải để phù hợp với tình huống mới. Trong ví dụ cơm gà, Dậu phải điều chỉnh giải pháp truy lục được để bao hàm cả phần nguyên liệu thịt gà bổ sung.
3. Điều chỉnh (Revise): Sau khi đã ánh xạ lời giải trước vào bài toán đích, kiểm tra lời giải mới trong thế giới thực (hoặc giả lập) và sửa lại nếu cần thiết. Giả sử Dậu điều chỉnh giải pháp nấu cơm gà bằng cách cho thịt gà vào nấu cùng gạo ngay từ đầu. Sau khi cơm chín, anh ta phát hiện ra rằng món ăn thu được là một món cháo đặc với thịt gà bị quá nhừ. Điều đó gợi ý việc sửa lại như sau: không cho thịt gà vào ngay từ đầu mà xào trước rồi trộn vào sau, khi cơm đã chín.
4. Lưu lại (Retain): Sau khi lời giải đã được điều chỉnh thành công cho bài toán đích, lưu trữ kinh nghiệm thu được trong bộ nhớ dưới dạng một tình huống mới. Theo đó, Dậu ghi lại quy trình nấu cơm gà mới tìm được, nhờ đó làm giàu thêm tập các kinh nghiệm anh đã tích trữ được, và chuẩn bị tốt hơn cho những lần phải nấu cơm sau này.

## Lịch sử
Roger Schank và các sinh viên của ông tại Đại học Yale là những người đầu tiên đưa ra những cơ sở đầu tiên về lập luận theo tình huống vào thập niên 1980.
Hệ thống đầu tiên được xem là một ứng dụng của lập luận theo tình huống là CYRUS, được phát triển bởi Janet Kolodner, một thành viên trong nhóm của Roger Schank, vào năm 1983.
Một hệ thống khác được phát triển bởi nhóm của Bruce Porter vào năm 1989 tại Đại học Texas là PROTOS, hệ thống này đã tích hợp thành công lập luận theo tri thức tổng quát (general domain knowledge) và lập luận theo tình huống thể hiện trong một cấu trúc.
Lập luận theo tình huống là một trong những ứng dụng kỹ thuật trí tuệ nhân tạo thành công trong những năm gần đây. Các ứng dụng thông dụng là trong các hệ thống trợ giúp và chẩn đoán.

## Chú giải
1. ↑  Agnar Aamodt và Enric Plaza, "Case-Based Reasoning: Foundational Issues, Methodological Variations, and System Approaches," Artificial Intelligence Communications 7 (1994): 1, 39-52.